# تل نقاره (کازرون)
تل نقاره (کازرون)، روستایی از توابع بخش جره و بالاده شهرستان کازرون در استان فارس ایران است.

## جمعیت
این روستا در دهستان دادین قرار دارد و براساس سرشماری مرکز آمار ایران در سال ۱۳۸۵، جمعیت آن ۲۹ نفر (۷خانوار) بوده‌است.